# ZLM Tour
Ne doit pas être confondu avec la course homonyme réservée aux espoirs, courue entre 1996 et 2018
Le ZLM Tour est une course cycliste par étapes néerlandaise disputée annuellement au mois de juin. Créée en 1987, elle est ouverte aux équipes cyclistes professionnelles depuis 1996. Elle a porté différents noms depuis sa création : Rondom Schijndel de 1987 à 1989, Teleflex Tour de 1990 à 1997, Ster der Beloften de 1998 à 2000, Ster Elektrotoer de 2001 à 2010, et Ster ZLM Toer entre 2011 et 2017.
La course fait partie depuis 2005 de l'UCI Europe Tour, dans la catégorie 2.1. Depuis cette même année, il prend son départ de Schijndel, qui était jusqu'alors la ville arrivée, pour arriver à Eindhoven au terme de cinq étapes, empruntant certains tronçons de l'Amstel Gold Race.
L'édition 2018 est annulée pour des raisons économiques. En 2019, la course est renommée ZLM Tour. Elle est placée fin juin, deux semaines avant le Tour de France. En 2020, elle intègre l'UCI ProSeries, le deuxième niveau du cyclisme international. Cependant, l'édition est annulée ainsi que l'année suivante, en raison de la pandémie de maladie à coronavirus.
En 2024, la course est rétrogradée d'un niveau et fait dorénavant partie de l'UCI Europe Tour.

## Palmarès
| Année             | Vainqueur           | Deuxième              | Troisième            |                  |
| ----------------- | ------------------- | --------------------- | -------------------- | ---------------- |
| Rondom Schijndel  |                     |                       |                      |                  |
| 1987              | Theo Gevers         | Jos Bol               | Frank van Merwijk    |                  |
| 1988              | Arno Ottevanger     | Menno Vink            | Harry Rozendal       |                  |
| 1989              | Reem Kok            | Anthony Theus         | Luboš Lom            |                  |
| Teleflex Tour     |                     |                       |                      |                  |
| 1990              | John den Braber     | Servais Knaven        | Tonnie Akkermans     |                  |
| 1991              | Tristan Hoffman     | Niels Boogaard        | Arno Ottevanger      |                  |
| 1992              | Martin van Steen    | Robert de Poel        | Saulius Šarkauskas   |                  |
| 1993              | Servais Knaven      | Wim van de Meulenhof  | Patrick Jonker       |                  |
| 1994              | Jos Wolfkamp        | Bennie Gosink         | Remigius Lupeikis    |                  |
| 1995              | Bennie Gosink       | Lucien de Louw        | Jan Boven            |                  |
| 1996              | Tyler Hamilton      | Nate Reiss            | Danny Nelissen       |                  |
| 1997              | Eddy Bouwmans       | Bert Hiemstra         | Wim van de Meulenhof |                  |
| Ster der Beloften |                     |                       |                      |                  |
| 1998              | Karsten Kroon       | Ralf Grabsch          | Bjørnar Vestøl       |                  |
| 1999              | Ralf Grabsch        | Frank McCormack       | Erwin Thijs          |                  |
| 2000              | Andy De Smet        | Bram Tankink          | Andrey Kashechkin    |                  |
| Ster Elektrotoer  |                     |                       |                      |                  |
| 2001              | Xavier Jan          | Marcel Strauss        | René Haselbacher     |                  |
| 2002              | Bart Voskamp        | Bram Schmitz          | Michael Boogerd      |                  |
| 2003              | Gerben Löwik        | Niels Scheuneman      | Rik Reinerink        |                  |
| 2004              | Nick Nuyens         | Paul Van Hyfte        | Philippe Gilbert     |                  |
| 2005              | Stefan Schumacher   | Nick Nuyens           | Laurens ten Dam      |                  |
| 2006              | Kurt Asle Arvesen   | Jurgen Van de Walle   | Paolo Bossoni        |                  |
| 2007              | Sebastian Langeveld | Paul Martens          | Kurt Asle Arvesen    |                  |
| 2008              | Enrico Gasparotto   | Vasil Kiryienka       | Nikolay Trusov       |                  |
| 2009              | Philippe Gilbert    | Niki Terpstra         | Borut Božič          |                  |
| 2010              | Adam Hansen         | Johan Coenen          | Thomas De Gendt      |                  |
| Ster ZLM Toer     |                     |                       |                      |                  |
| 2011              | Philippe Gilbert    | Niki Terpstra         | Ramūnas Navardauskas |                  |
| 2012              | Mark Cavendish      | Lars Boom             | Jürgen Roelandts     |                  |
| 2013              | Lars Boom           | André Greipel         | Mark Cavendish       |                  |
| 2014              | Philippe Gilbert    | Tim Wellens           | Gianni Meersman      |                  |
| 2015              | André Greipel       | Yves Lampaert         | Moreno Hofland       |                  |
| 2016              | Sep Vanmarcke       | Sean De Bie           | Jos van Emden        |                  |
| 2017              | José Gonçalves      | Primož Roglič         | Laurens De Plus      |                  |
| ZLM Tour          |                     |                       |                      |                  |
| 2019              | Mike Teunissen      | Amund Grøndahl Jansen | Mads Würtz Schmidt   |                  |
| 2020              | annulé/abandonné    | annulé/abandonné      | annulé/abandonné     | annulé/abandonné |
| 2021              | annulé/abandonné    | annulé/abandonné      | annulé/abandonné     | annulé/abandonné |
| 2022              | Olav Kooij          | Jakub Mareczko        | Aaron Van Poucke     |                  |
| 2023              | Olav Kooij          | Sam Welsford          | Nils Eekhoff         |                  |
| 2024              | Rune Herregodts     | Max Walker            | Tom Bohli            |                  |
| 2025              | annulé/abandonné    | annulé/abandonné      | annulé/abandonné     | annulé/abandonné |